# Route nationale 163
Die N163 wurde 1824 als französische Nationalstraße zwischen Rennes und Saint-Jean-de-Linières festgelegt. Sie geht auf die Route impériale 183 zurück. Ihre Länge betrug 118,5 Kilometer. 1973 wurde sie komplett abgestuft. Zwischen Rennes und Corps-Nuds wurde die abgestufte Straße zu einer Schnellstraße ausgebaut, da dieser Teil zu der in den 1980er Jahren beschlossenen Schnellstraße zwischen Rennes und Angers gehört.